# Triakontanol
Az 1-triakontanol, más néven miricil-alkohol vagy melisszil-alkohol zsíralkohol, képlete C30H62O. A természetben a növényi viaszokban és a méhviaszban is előfordul. Számos növény, különösen rózsák növekedését serkentő vegyület, mivel hatására megsokszorozódik a rózsabokrok tövéből újonnan növő vesszők száma.

## Fordítás
Ez a szócikk részben vagy egészben  a   Triacontanol című angol Wikipédia-szócikk ezen változatának fordításán alapul.  Az eredeti cikk szerkesztőit annak laptörténete sorolja fel. Ez a jelzés csupán a megfogalmazás eredetét és a szerzői jogokat jelzi, nem szolgál a cikkben szereplő információk forrásmegjelöléseként.